# Hadama Traoré
Pour l’article ayant un titre homophone, voir Adama Traoré.
Pour les articles homonymes, voir Traoré.
Hadama Traoré, né le 25 décembre 1984, est un militant politique français d’extrême gauche, considéré par ses détracteurs comme un « militant communautariste ».

## Situation personnelle

### Origines familiales
Hadama Traoré naît le 25 décembre 1984 en Île-de-France. Ses parents, maliens, s'installent en 1980 dans le quartier de la Rose des vents (plus connu sous le nom de « cité des 3 000 »), à Aulnay-sous-Bois. Son père est éboueur et sa mère femme de ménage.

### Formation et carrière
En 2015, il devient agent municipal et producteur de rap. Responsable d’une antenne de jeunesse pour la mairie d’Aulnay-sous-Bois, il est licencié en 2018, après dix ans d'exercice, pour avoir proféré des insultes envers des élus,,.
Il déclare en 2019 préparer un master en communication politique. Il utilise le pseudo « Black Alinsky » en référence à Saul Alinsky, « un militant communautaire américain radical qui, dans les années 30, passait sa vie à essayer de mobiliser les habitants des classes populaires ».

## Engagement militant

### LREEM et Démocratie représentative
Hadama Traoré co-fonde le « mouvement citoyen » La Révolution est en marche (LREEM) en janvier 2017, puis dépose les statuts du parti Démocratie représentative en juin 2017 ; la formation est positionnée à l'extrême gauche par le journaliste politique Laurent de Boissieu. En parallèle, Hadama Traoré devient une figure locale à Aulnay-sous-Bois, certaines de ses vidéos comptant des centaines de milliers de vues sur Internet. En février 2017, Le Parisien lui consacre son premier article.

### Positionnement politique et controverses
Associé au communautarisme par plusieurs médias,,, il fait de la refonte de l’institution policière l’une des priorités. Il déclare à ce sujet : « Le jour où on prend le pouvoir, le premier truc qu’on fait c’est qu’on la saute ». Il s'investit notamment dans l'affaire Théo, qu'il connaît depuis l'enfance. L'hebdomadaire Marianne le considère comme un « personnage trouble » menant une guerre ouverte contre la police. Il affirme être un démocrate « inspiré par Rousseau » et appelle à la fin du « système républicain et néolibéral »,.
Hadama Traoré se définit comme un « père de famille », un « gars de quartier », un « révolutionnaire », un « Noir de banlieue », un « ex-délinquant ».
Outre ses actions « coup-de-poing » et les poursuites judiciaires dont il fait l’objet, plusieurs de ses déclarations et fréquentations sont sujettes à controverses. Il apparaît notamment dans une vidéo aux côtés d'un soutien de l’humoriste controversé Dieudonné.

## Parcours électoral

### Tête de liste aux européennes de 2019
Lors des élections européennes de 2019, il est à la tête de la liste d’extrême gauche « Démocratie représentative », du nom de son parti,. Il affiche pour objectif de porter auprès des institutions européennes la voix de la « majorité silencieuse », celle des banlieues, dont il se présente comme le « représentant »,. Il porte un programme avant tout axé contre la police, avec pour première proposition l'interdiction de « l'usage par les dépositaires de l'ordre, des armes tel que LBD, les techniques d'immobilisation mortelles, clé d'étranglement, plaquage ventral à l'encontre de la population ». Sa liste arrive en 29e position sur 34 listes, avec 0,01 % au niveau national et 2,65 % à Aulnay-sous-Bois,.

### Candidature aux élections municipales de 2020 à Aulnay-sous-Bois
Aux élections municipales de 2020 à Aulnay-sous-Bois, il présente une liste intitulée « Démocratie représentative - citoyenne intergénérationnelle », sur laquelle il figure en cinquième position, déclarant qu'il « lutte au quotidien mais travaille en sous-marin ». La liste est conduite par Raoul Mercier, adjoint au maire Gérard Ségura (PS) entre 2008 et 2014. Le parti des Indigènes de la République soutient l’initiative. À l'issue du premier tour, qui est marqué par la victoire du maire sortant dans un contexte de forte abstention (67 %) notamment due à la pandémie de coronavirus, la liste arrive en quatrième position (sur six listes), avec 3,9 % des voix.

### Projet de candidature à l'élection présidentielle de 2022
En juin 2020, il affirme vouloir se présenter à l'élection présidentielle française de 2022,,. Plusieurs journaux font état de cette possible candidature, dont Valeurs actuelles, sur la page Facebook duquel apparaissent des menaces de mort à son encontre ; Hadama Traoré porte alors plainte contre X, tandis que Valeurs actuelles renforce les mesures de modération de son site. En juin 2021, Hadama Traoré annonce avoir « tourné le dos à la politique politicienne » et ne plus vouloir se présenter à l'élection présidentielle.

### Tête de liste aux européennes de 2024
La liste « Démocratie représentative » qu'il conduit est officiellement candidate aux élections européennes de 2024. La liste arrive 38e sur 38 listes, avec seulement 749 voix récoltées sur l'ensemble du territoire, soit 0,003 %.

## Affaires judiciaires

### Poursuites pour diffamation
À la fin des années 2010, Hadama Traoré fait l'objet de poursuites engagées par plusieurs élus d'Aulnay-sous-Bois, notamment le maire Bruno Beschizza. En octobre 2018, il est condamné à dix mois de prison avec sursis pour avoir menacé le maire de le séquestrer et de mettre le feu à la mairie ; il a aussi qualifié le maire de « dictateur » en évoquant sa révocation de son poste d'animateur jeunesse.

### Relaxe pour injure publique envers la police
Lors d'un rassemblement qu'il organise devant le siège d'Alliance Police nationale le 15 février 2018, Hadama Traoré déclare que « les policiers nous tuent, nous violent » et se dit prêt à « faire la guerre »,. Poursuivi pour injure publique par le syndicat et le ministre de l'Intérieur Gérard Collomb, à qui des élus de La France insoumise (LFI) — dont les députés Alexis Corbière et Éric Coquerel — demandent le retrait de la plainte, Hadama Traoré se voit relaxé par le tribunal de grande instance de Paris,.

### Propos sur l’attentat de la préfecture de police de Paris

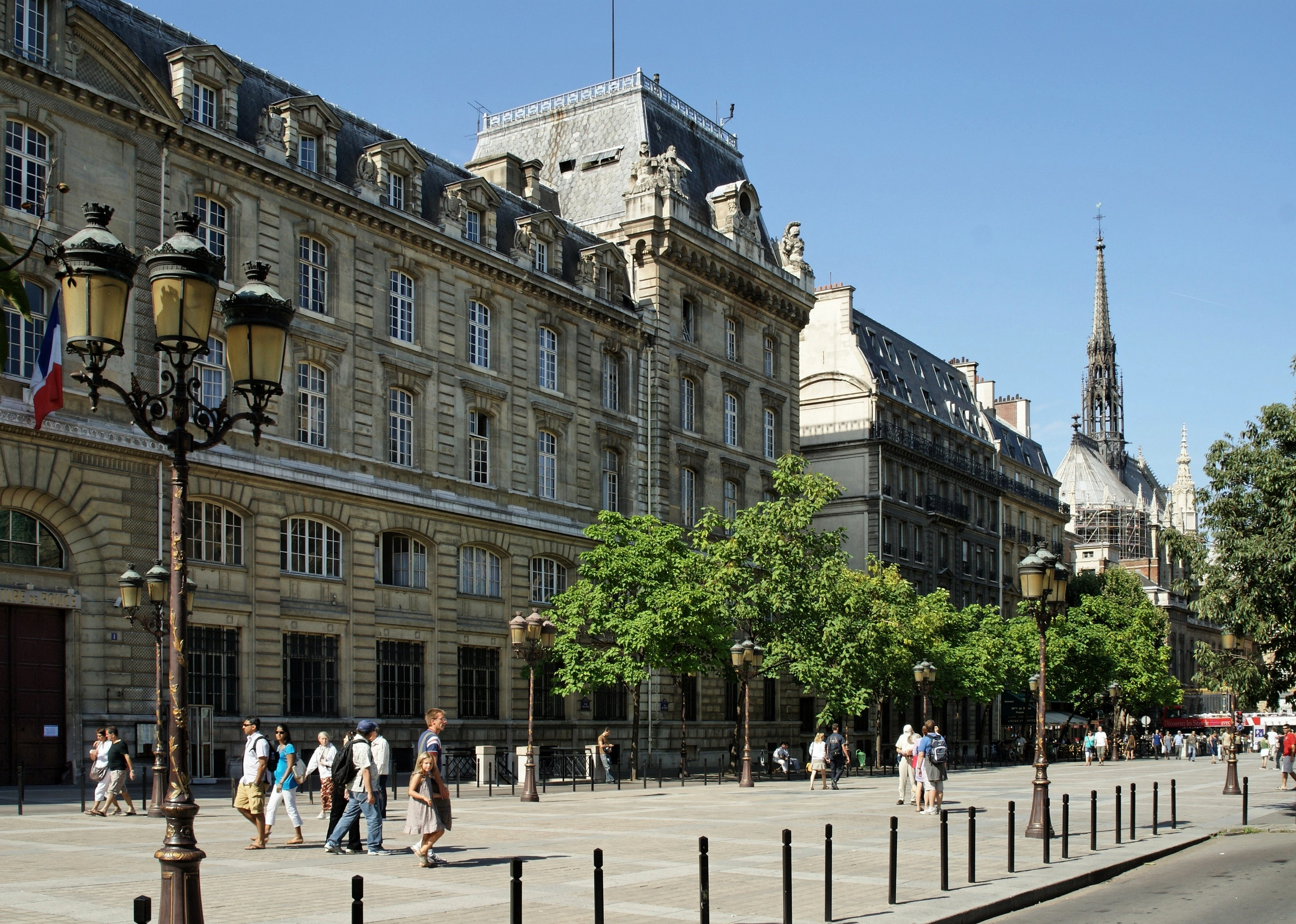
Entrée de la préfecture de police, où quatre personnes sont tuées le 3 octobre 2019.

Après l'attentat de la préfecture de police de Paris, le 3 octobre 2019, alors que les enquêteurs trouvent des signes de radicalisation islamiste du meurtrier, Mickaël Harpon, Hadama Traoré déclare dans une vidéo : « J'ai la haine. La personne qui ose dire que Mickaël Harpon était un terroriste animé par des revendications religieuses, je lui traite sa mère et je lui crache à la gueule… Après Mickaël, plus personne en France n'osera salir une religion du Livre. ». Il décide alors d'organiser à Gonesse une manifestation de soutien au terroriste pour le 10 octobre.
Les demandes d’interdiction de la manifestation et de poursuites se multiplient au sein de la classe politique, notamment à droite, mais la préfecture ne donne pas suite. Le 9 octobre, le ministère de l’Intérieur interdit finalement le rassemblement. Alors qu'il entend maintenir la manifestation malgré l'interdiction du ministère et que des médias le qualifient d'« islamiste »,, Hadama Traoré est placé en garde à vue le 9 octobre, puis relâché le lendemain,.
L'enquête préliminaire, ouverte à la demande du ministre Christophe Castaner, pour « apologie du terrorisme », « menaces et actes d'intimidation sur une personne exerçant une fonction publique ou d'utilité collective », « menaces de crime contre les personnes » et « outrage » se poursuit,.

## Ouvrage
- Hadama Traoré, Banlieues : je les accuse de désinformation, éditions Nogozone, 2020, 137 p. (ISBN 979-8605768081).